# Melangyna kolomyietzi
Melangyna kolomyietzi är en tvåvingeart som först beskrevs av Violovitsh 1965.  Melangyna kolomyietzi ingår i släktet flickblomflugor, och familjen blomflugor. Inga underarter finns listade i Catalogue of Life.